# Christophe Dugarry
Christophe Jérôme Dugarry, född 24 mars 1972 i Lormont, är en fransk före detta professionell landslagsfotbollsspelare. Han spelade för Frankrike i EM 1996, EM 2000, VM 1998 och VM 2002. En av hans styrkor är huvudspelet.